# Pfarrkirchen

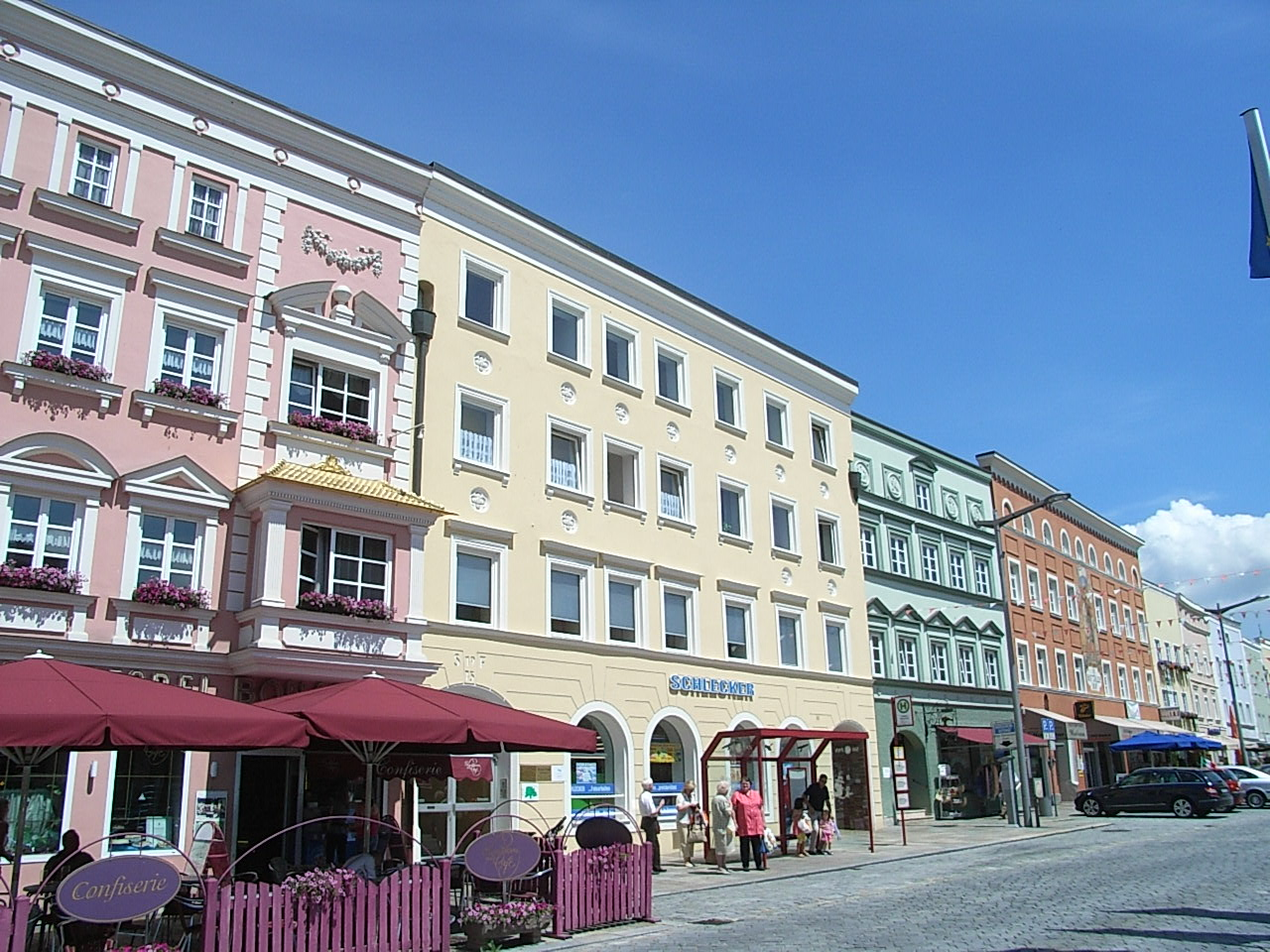
Pfarrkirchen
(stradă centrală)

Pfarrkirchen este un oraș din landul Bavaria, Germania.